# Moravský kras
Moravský kras je krasová oblast a geomorfologický podcelek severovýchodně od Brna, který je částí Drahanské vrchoviny. Jedná se o největší a nejlépe vyvinutou krasovou oblast s nejširším spektrem krasových jevů v České republice. Nacházejí se zde všechny krasové útvary s výjimkou poljí. Moravský kras se vyznačuje poměrně malým počtem závrtů, přičemž ty jsou na jihu vyplněny jurskými, částečně zpevněnými písky a naopak na severu jsou zející. Hloubka závrtů je přibližně 10 až 20 m. Všeobecně je povrch Moravského krasu kryt reliktní terra rosou (crvenica) s příměsí spraše a čtvrtohorních zvětralin.
Moravský kras leží v geomorfologickém celku Drahanská vrchovina a rozkládá se v severní oblasti Jihomoravského kraje. Téměř plochý povrch vápencové vrchoviny je mírně ukloněn k jihu a odvodňován Punkvou, Křtinským potokem a Říčkou do Svitavy a Svratky. Je vyvinut v 3–6 km širokém a 25 km dlouhém pruhu devonských vápenců, který se táhne od brněnských částí Líšeň a Maloměřice severním směrem ke Sloupu a Holštejnu. Na většině území Moravského krasu byla vyhlášena Chráněná krajinná oblast Moravský kras.

## Rozdělení Moravského krasu

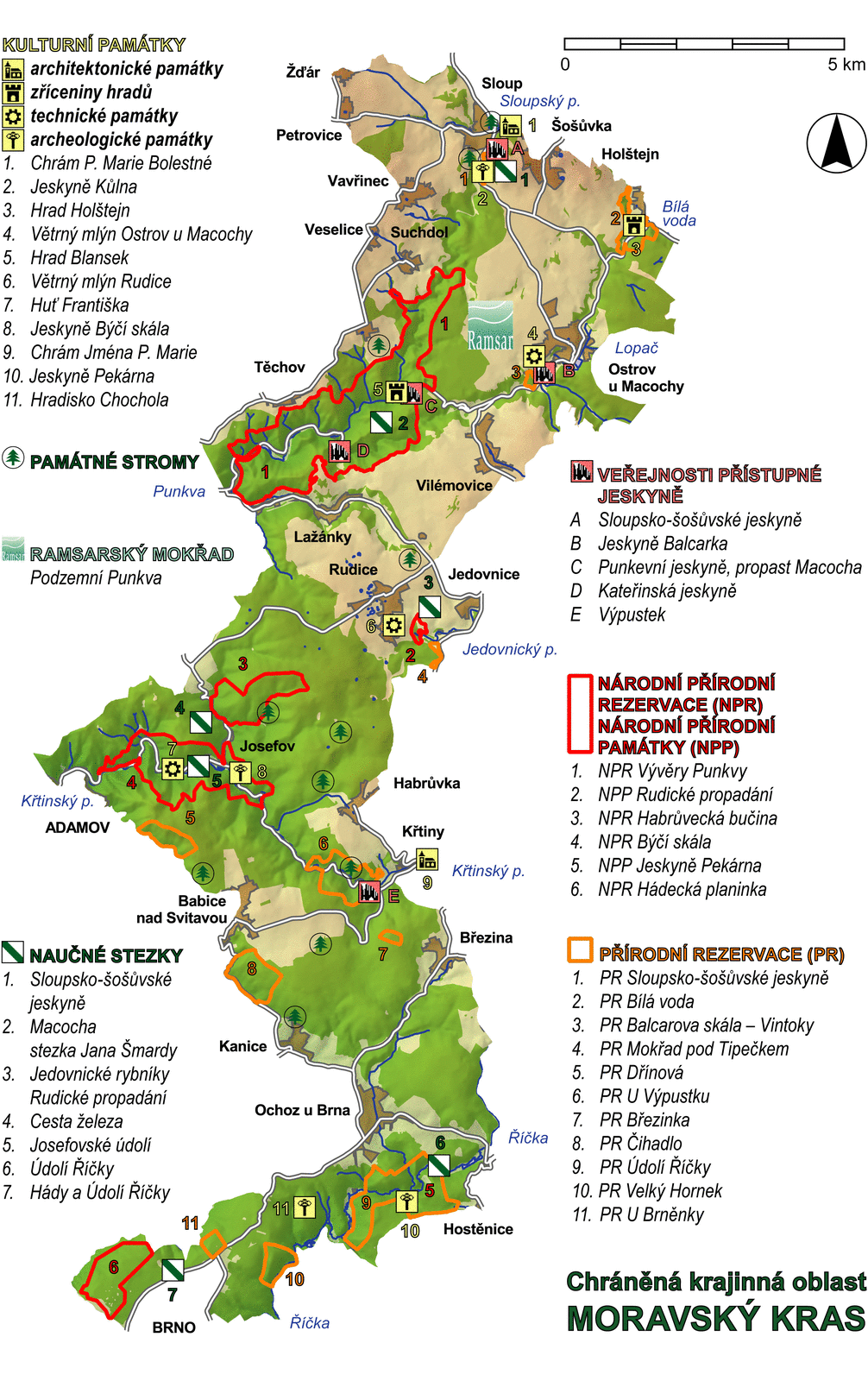
Mapa CHKO Moravský kras

### Severní část

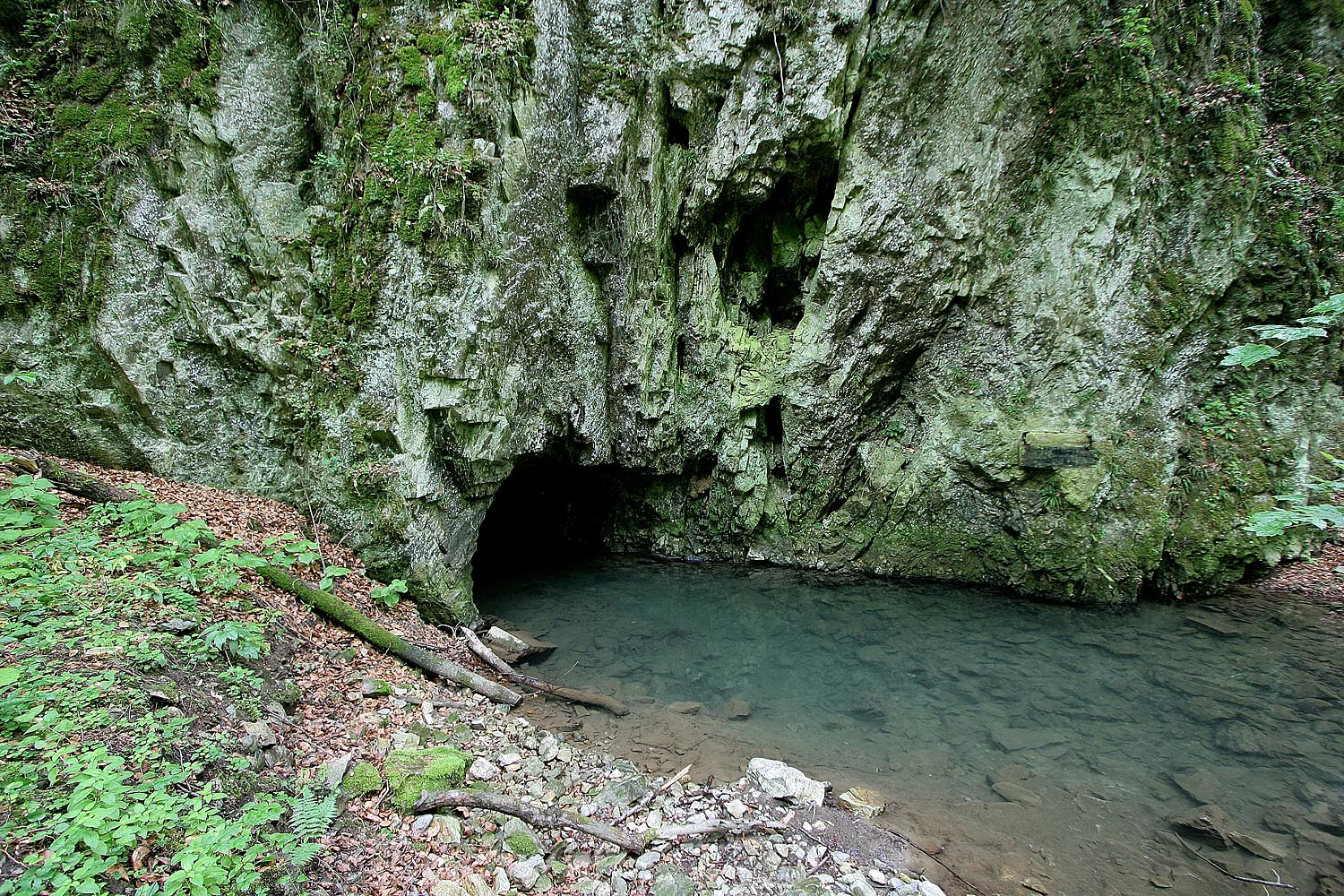
Národní přírodní rezervace Vývěry Punkvy

Severní část je odvodňována říčkou Punkvou. Nejvýznamnějším jeskynním systémem této oblasti je Amatérská jeskyně. Pro veřejnost jsou zpřístupněny Punkevní jeskyně s nejznámější českou propastí Macochou, dále Sloupsko-šošůvské jeskyně včetně jeskyně Kůlny, jeskyně Balcarka a Kateřinská jeskyně. V Holštejnském údolí je volně přístupná jeskyně Hladomorna, která se nachází pod zříceninou hradu Holštejna a poblíž krasového propadání potoka Bílá voda v Rasovně. Další množství menších volně přístupných jeskyní, skalních mostů, soutěsek a dalších krasových jevů se nachází v Pustém žlebu a Suchém žlebu. Mezi Novými Dvory a hradem Blansekem je chráněná lipová alej.

### Střední část

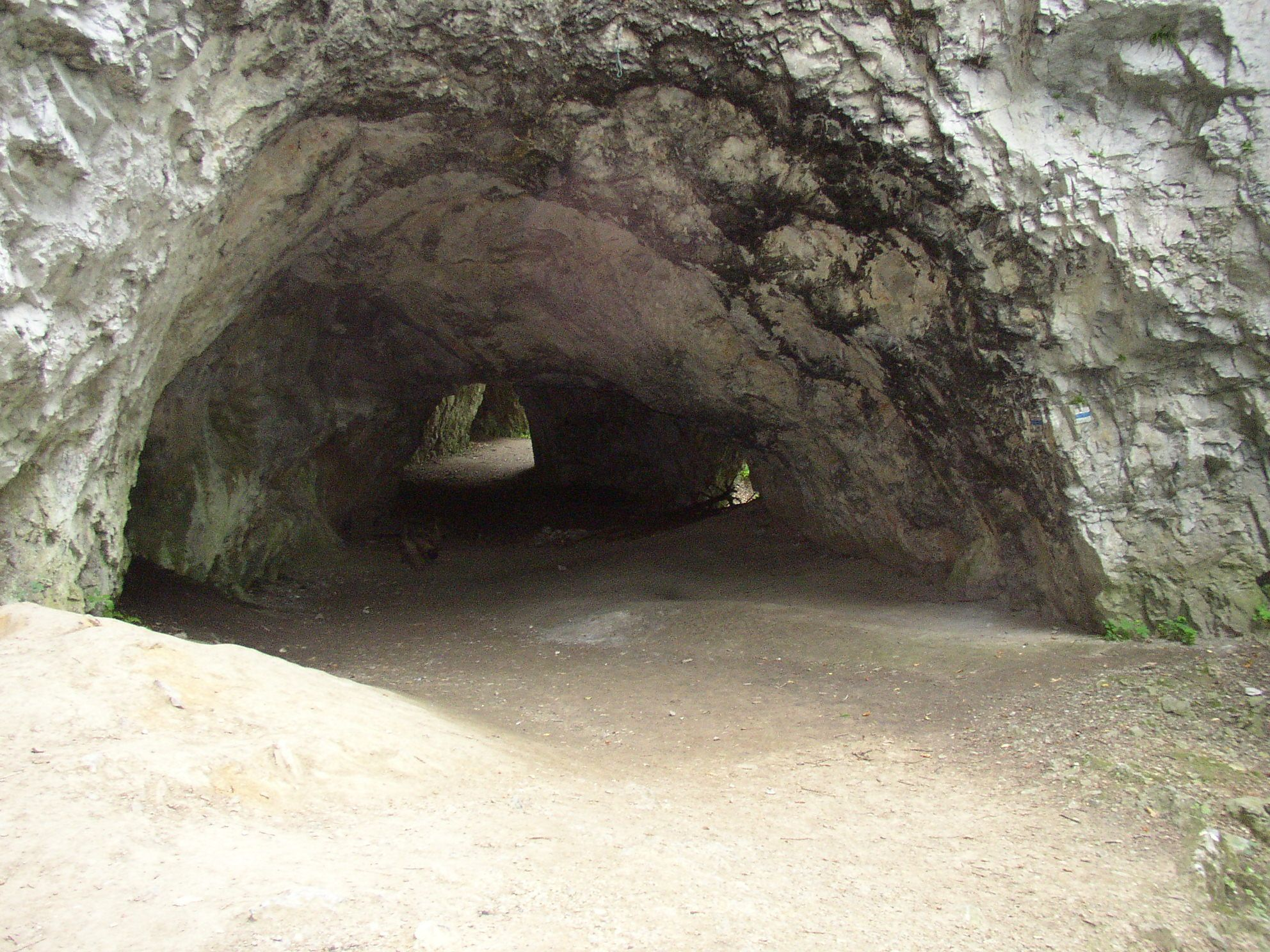
Jeskyně Jáchymka

Střední část je odvodňována Jedovnickým a Křtinským potokem. Nejvýznamnějším jeskynním systémem této oblasti je systém Rudické propadání - Býčí skála. Pro veřejnost je zpřístupněna jeskyně Výpustek, která se nachází v Křtinském údolí. Volně přístupnými jeskyněmi jsou Kostelík v navazujícím Josefovském údolí Jáchymka, poblíž které stojí Huť Františka s muzeem železářství.

### Jižní část
Jižní část je odvodňována řekou Říčka, v jejímž údolí se nacházejí například jeskynní systém Hostěnického propadání a Ochozské jeskyně a dále významné archeologické naleziště z doby lovců sobů jeskyně Pekárna.

## Propast Macocha
Hlavním turistickým lákadlem Moravského krasu je světoznámá propast Macocha, která je součástí komplexu Punkevních jeskyní. Do propasti lze buď nahlédnout shora z horního či dolního můstku nebo zdola při návštěvě Punkevních jeskyní. Její největší hloubka je 138,4 m.

## Jeskyně
Celkový počet registrovaných jeskyní v Moravském krasu přesahuje 1 600.

### Přístupné jeskyně
V nejnavštěvovanější severní části Moravského krasu se nacházejí čtyři veřejně přístupné jeskyně s prohlídkou, a to jeskyně Sloupsko-šošůvské, Balcarka, Kateřinská a Punkevní jeskyně. Ve střední části krasu je jedna veřejně přístupná jeskyně s prohlídkou – Výpustek.

#### Punkevní jeskyně
Punkevní jeskyně jsou nejnavštěvovanější jeskyně s téměř 200 tisíci návštěvníky ročně (Správy ochrany přírody, 2005) a nachází se v Pustém žlebu. Vynikají mohutnými prostorami s krápníkovou výzdobou. Atraktivní je pohled ze dna 138,5 m hluboké propasti Macocha, zpestřením je plavba na elektrických lodičkách po podzemní říčce Punkvě. Do propasti lze nahlédnout i shora ze dvou vyhlídkových můstků, k nimž dopravuje návštěvníky od vchodu do jeskyní kabinková lanovka. Přístupová silnice k jeskyním byla v minulosti pro motorová vozidla uzavřena vzhledem k negativním účinkům na přírodu a návštěvníci jsou dopravováni od sběrného parkoviště Dieselovým eko-vláčkem.

#### Kateřinská jeskyně

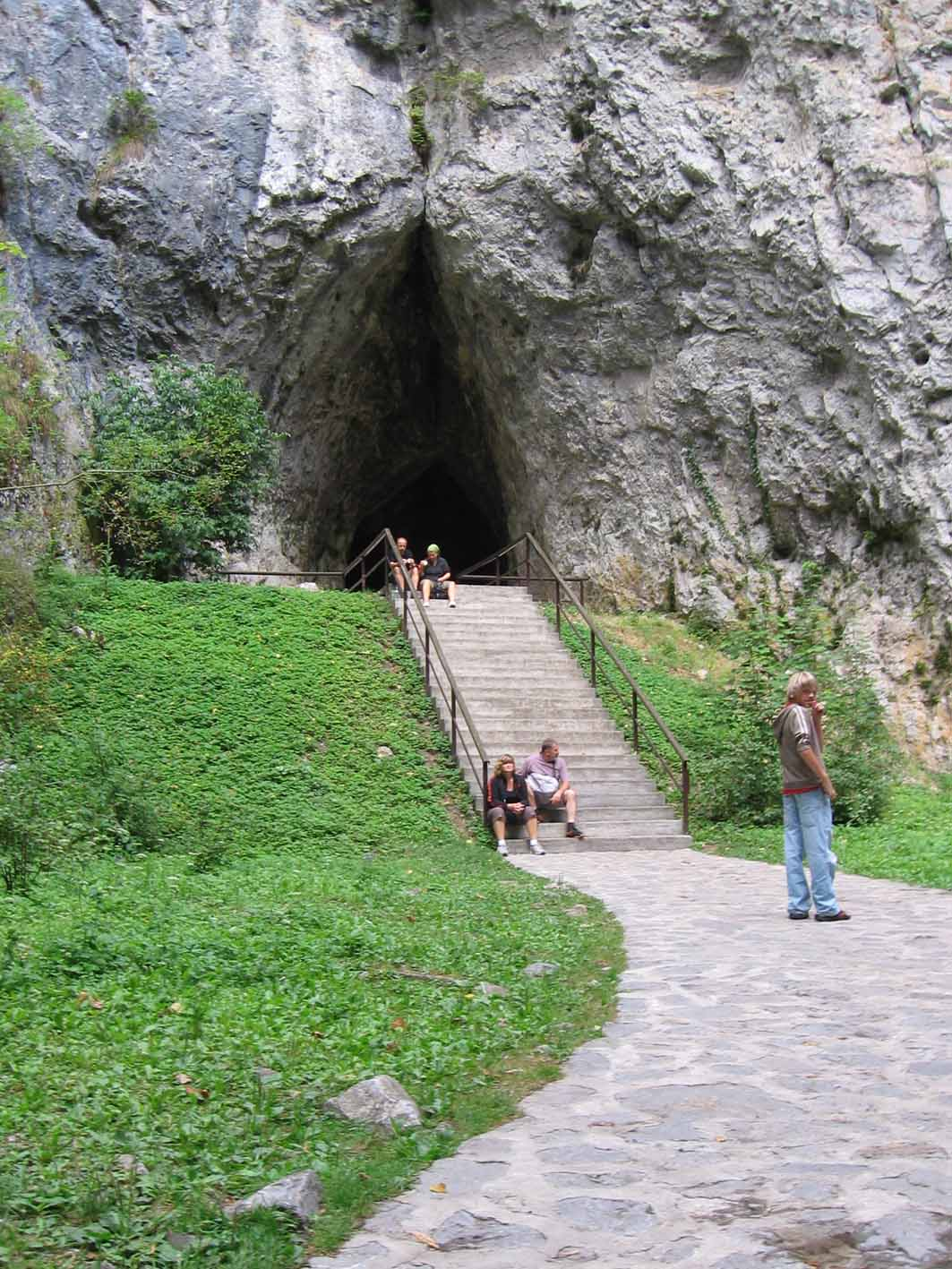
Kateřinská jeskyně

Jeskynní systém Kateřinská jeskyně, který leží v Suchém žlebu, má asi 500 m chodeb. Jeho součástí je i Hlavní dóm, který je největší podzemní prostorou Moravského krasu (délka 97 m, šířka 44 m, výška 20 m). Unikátním jevem jsou hůlkové stalagmity, dosahující až čtyřmetrové délky. Jedním z nejznámějších útvarů je Čarodějnice opírající se o hůl.

#### Jeskyně Balcarka

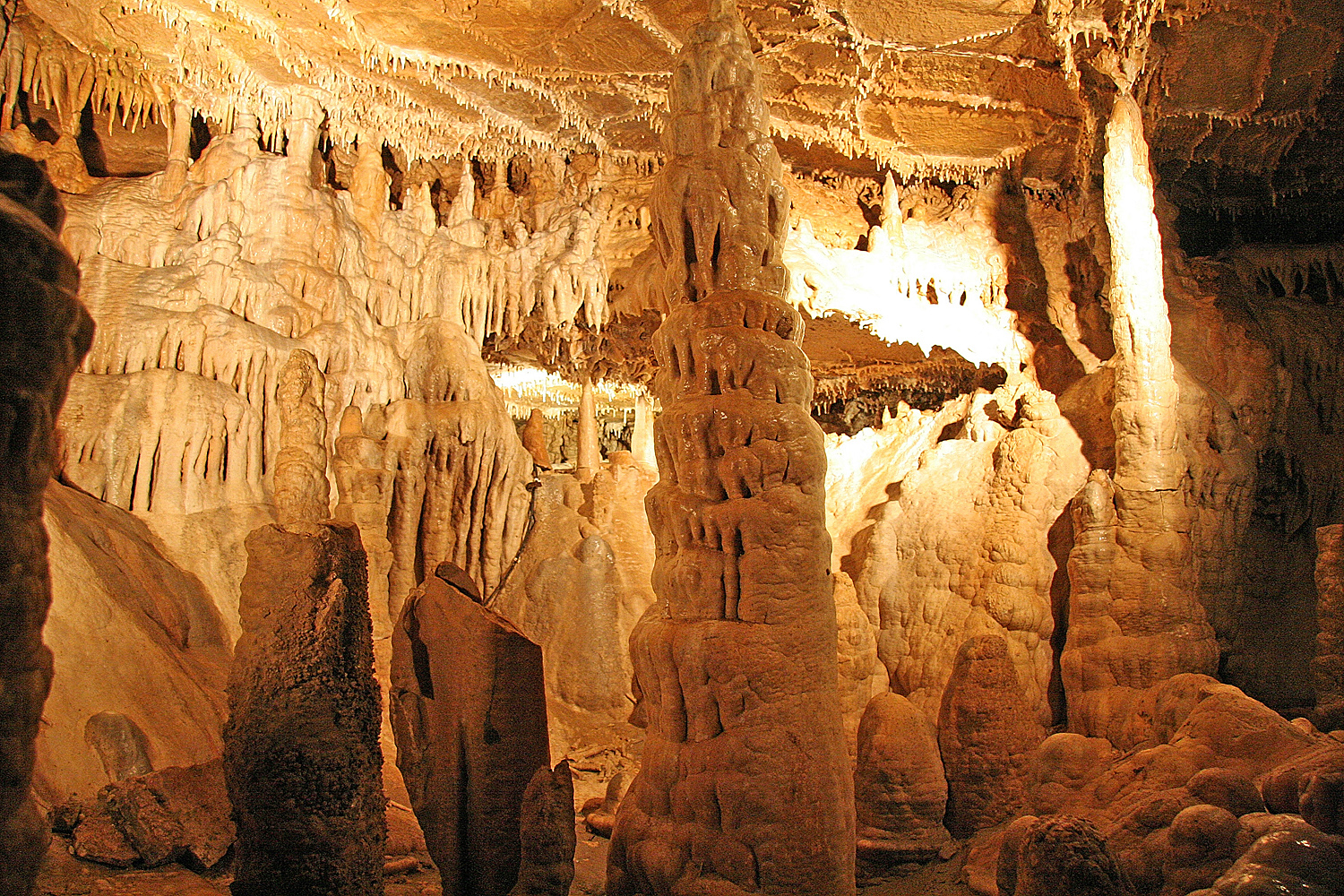
Jeskyně Balcarka

Jeskyně Balcarka leží na rozhraní Ostrovského a Suchého žlebu a Krasovského údolí nedaleko Ostrova u Macochy. Jeskynní chodby probíhají ve dvou výškových úrovních, spojených dómy a komíny. Jeskyně mají bohatou krápníkovou a sintrovou výzdobu. Velký dóm je druhou největší prostorou Moravského krasu.

#### Sloupsko-šošůvské jeskyně

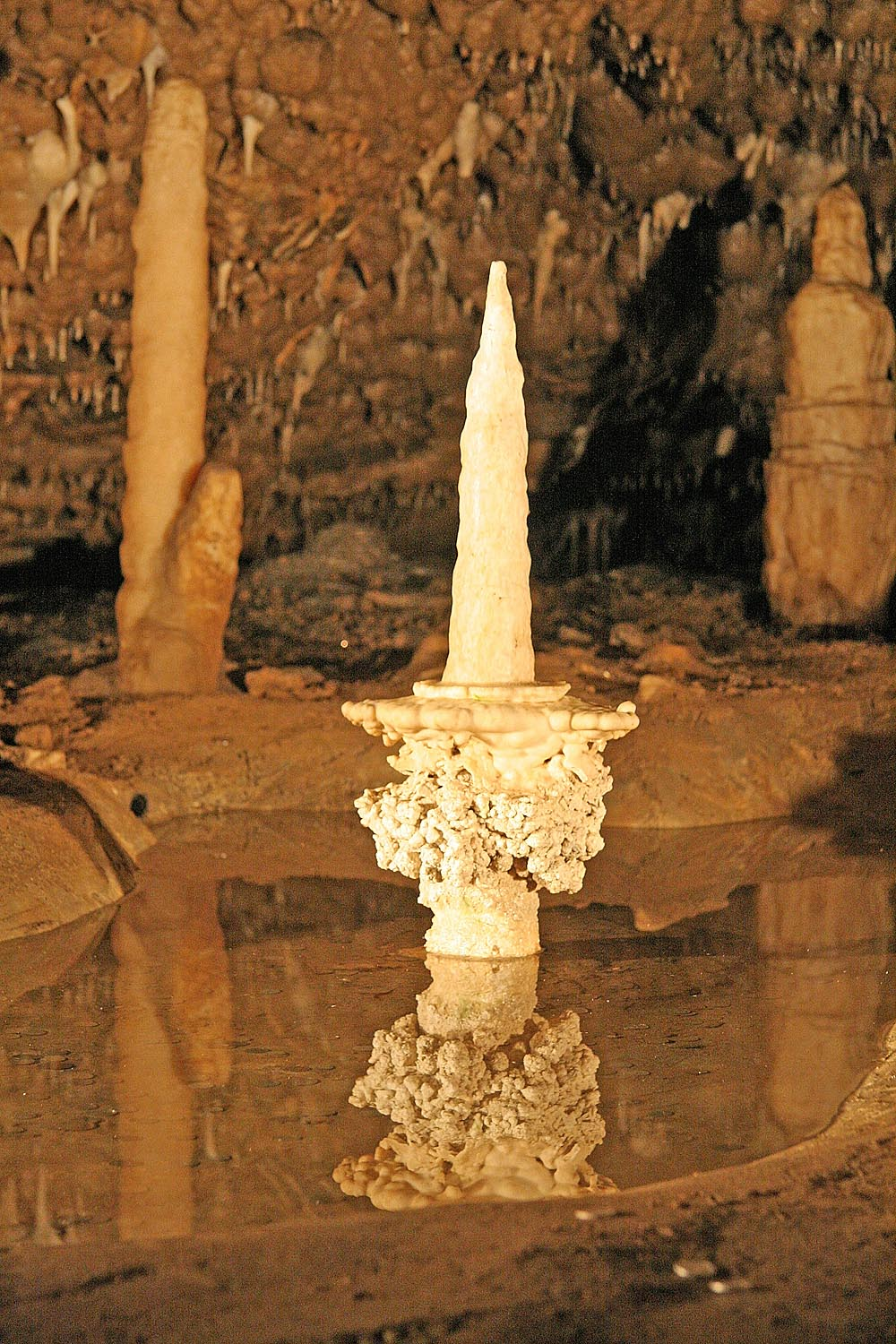
Sloupsko-šošůvské jeskyně

Sloupsko-šošůvské jeskyně tvoří rozsáhlý jeskynní systém při jižním okraji obce Sloup. Jeskyně jsou vyhloubeny Sloupským potokem, který se v podzemí spojuje s vodami Bílé vody a vytváří ponornou říčku Punkva. Ze dvou jeskynních pater místy propojených podzemními propastmi je turisticky zpřístupněná horní část s návštěvnickým okruhem o délce asi 3 km. Před vstupem do jeskyní stojí skalní sloup vysoký 19 metrů, který dal jméno blízké vesnici. U jeho paty se propadá Sloupský potok. Podzemní prostory jsou využívány pro speleoterapii. Na Sloupsko-šošůvské jeskyně navazuje i světoznámá jeskyně Kůlna.

#### Jeskyně Výpustek
Jeskyně Výpustek patří mezi nejvýznamnější jeskynní systémy Moravského krasu. Byla známa od nepaměti jako naleziště kostí pravěké zvířeny. Od 19. století zde prováděl výzkum starohrabě Hugo František Salm, po něm Dr. Jindřich Wankel a Dr. Martin Kříž. V roce 1938 převzala podzemní unikát Československá armáda, která zde měla muniční sklad. Mnoho prostor a skalních přepážek bylo odstřeleno, a tak se staly z přírodních chodeb nevlídné tunelové prostory. V průběhu války pak byly jeskyně obsazena německou armádou, která zde zřídila továrnu na komponenty leteckých motorů. Začátkem 60. let převzala jeskyni znovu Československá lidová armáda a bylo v ní vybudováno zodolněné místo velení pro oblast jižní Moravy. V listopadu roku 2006 převzala jeskyni i s technickým dílem Správa jeskyní Moravského krasu, od roku 2007 je jeskyně zpřístupněna veřejnosti.

### Nejvýznamnější nepřístupné jeskyně
Nejvýznamnější jeskyně jsou:
- Amatérská jeskyně – nejdelší jeskynní systém v ČR po propojení s Punkevními jeskyněmi představuje systém o délce 35,5 km.
- Rudické propadání – Býčí skála – Sobolova jeskyně – druhý nejdelší jeskynní systém dlouhý přes 18 km
- Císařská jeskyně – zvaná též jako „Moravské Lurdy“ – byla přístupná v letech 1930–1952, v roce 1933 zde byla umístěna soška P. Marie Lurdské. V současnosti je jeskyně využívána na speleoterapii, jednou do roka se zde koná mše svatá.
- Michálka - jeskyně sloužila od 30. let 20. století jako sklad yperitu, za 2. světové války jako podzemní továrna pro výrobu součástek leteckých motorů, v letech 1963–2003 jako zrací sklep sýrů Niva. V současnosti je zde speleologická základna.
- Ochozská jeskyně – v letech 1966 až 1975 byla přístupná veřejnosti. Jelikož docházelo k častým záplavám, byl provoz pro veřejnost ukončen. Konají se zde pouze příležitostné prohlídky.
- Závrt u Borovice - nejvýznamnější jeskyně na plošině Skalka o nynější hloubce až -28 m. Je rozdělena na dvě propasti - Jižní a Severní ležící na vertikálně ukloněné puklině. Probíhá zde intenzivní speleologický průzkum.

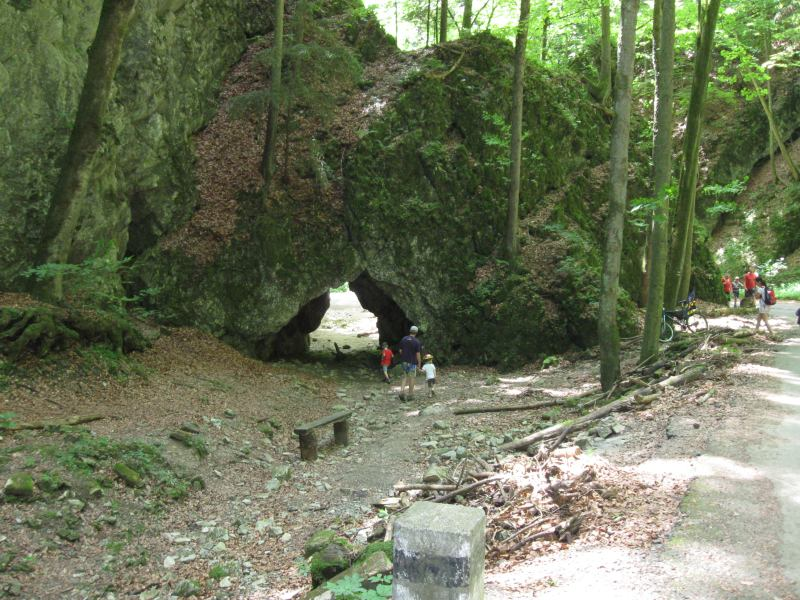
Čertova branka v Pustém žlebu
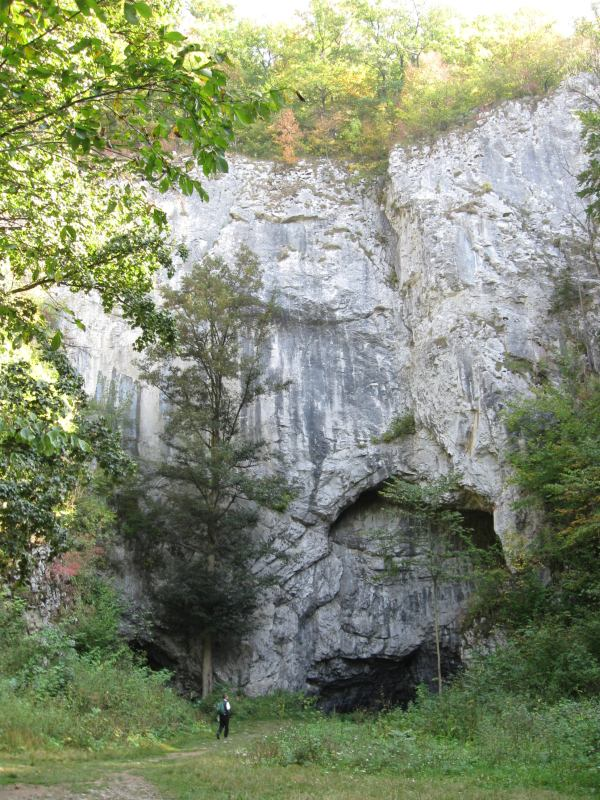
Býčí skála
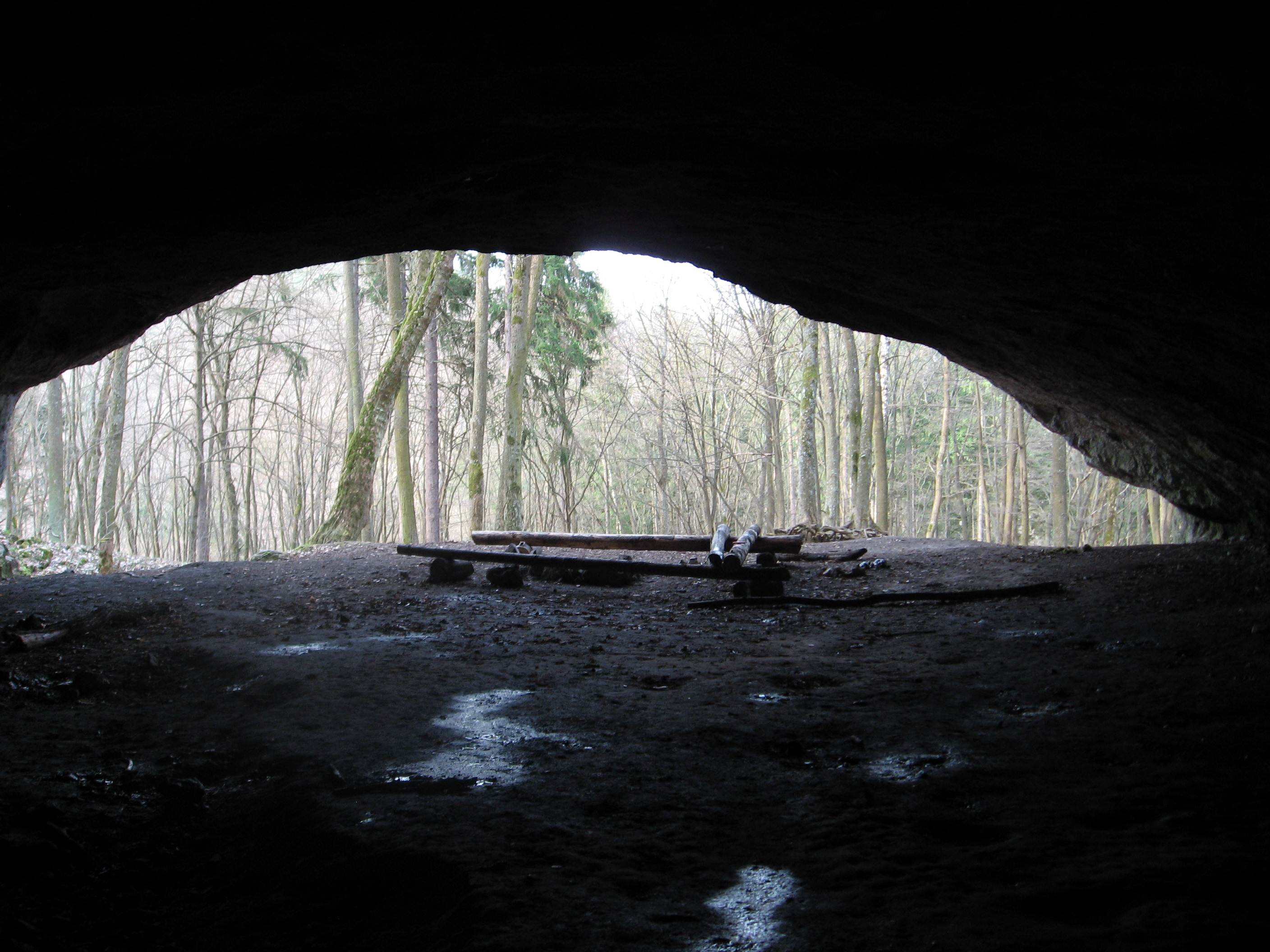
Jeskyně Pekárna

### Krasová propadání
- Nová Rasovna
- Rudické propadání
- Hostěnické propadání

### Krasové kaňony
- Pustý žleb
- Suchý žleb
- Křtinské údolí

### Naučné stezky
- Jedovnické rybníky – Rudické propadání
- Josefovské údolí
- NS Macocha
- Údolí Říčky
- Sloupsko-šošůvské jeskyně
- Cesta železa Moravským krasem

### Národní přírodní památky
- Jeskyně Pekárna
- Rudické propadání

### Národní přírodní rezervace
- Býčí skála
- Habrůvecká bučina
- Hádecká planinka
- Vývěry Punkvy

### Přírodní rezervace
- Balcarova skála-Vintoky (Ostrov u Macochy)
- Bílá voda (Holštejn)
- Březinka (Březina)
- Čihadlo (Babice nad Svitavou)
- Dřínová (Babice nad Svitavou)
- Sloupsko-šošůvské jeskyně (Sloup)
- Mokřad pod Tipečkem (Jedovnice)
- U Brněnky (Kanice)
- U Výpustku (Březina)
- Údolí Říčky (Hostěnice, Ochoz u Brna)
- Velký Hornek (Brno-Líšeň, Mokrá-Horákov)

## Pamětihodnosti
Zříceniny hradů

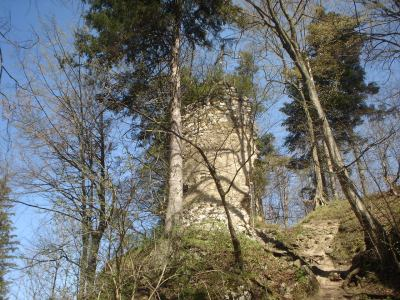
Zřícenina hradu Holštejn

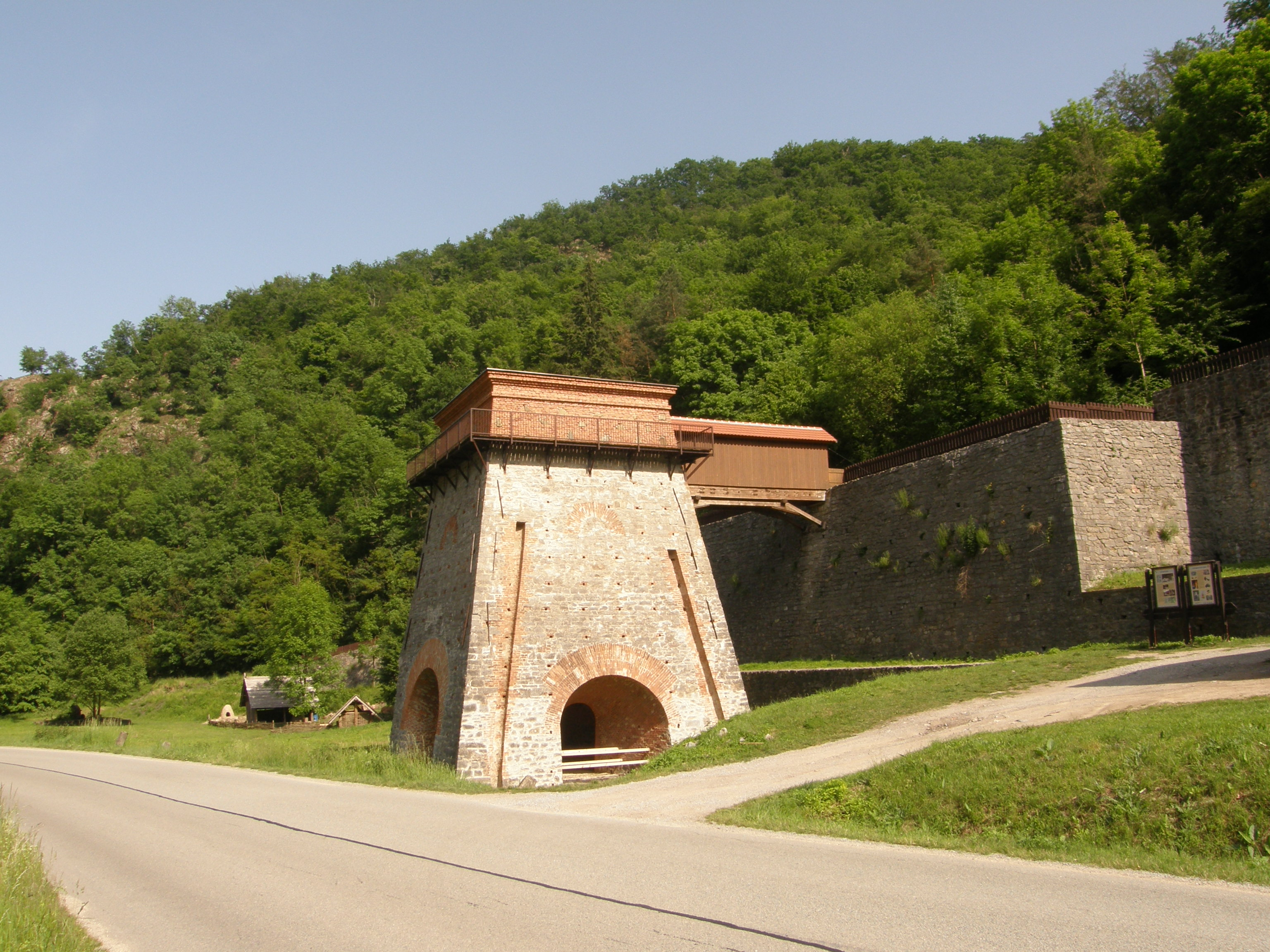
Huť Františka

Holštejn, Blansek, Rytířská jeskyně, Hrádek u Babic, Lečenec
Zaniklé středověké osady

Městečko Holštejn, Típeček
Větrné mlýny

Ostrov u Macochy (nepřístupný), Rudice (přístupný – muzeum)
Poutní kostely

kostel Jména Panny Marie ve Křtinách, kostel Panny Marie Bolestné ve Sloupě
Další pamětihodnosti

Huť Františka, vápenka Velká dohoda
Rozhledny

Alexandrova rozhledna, Podvrší u Veselice

## Ostatní aktivity

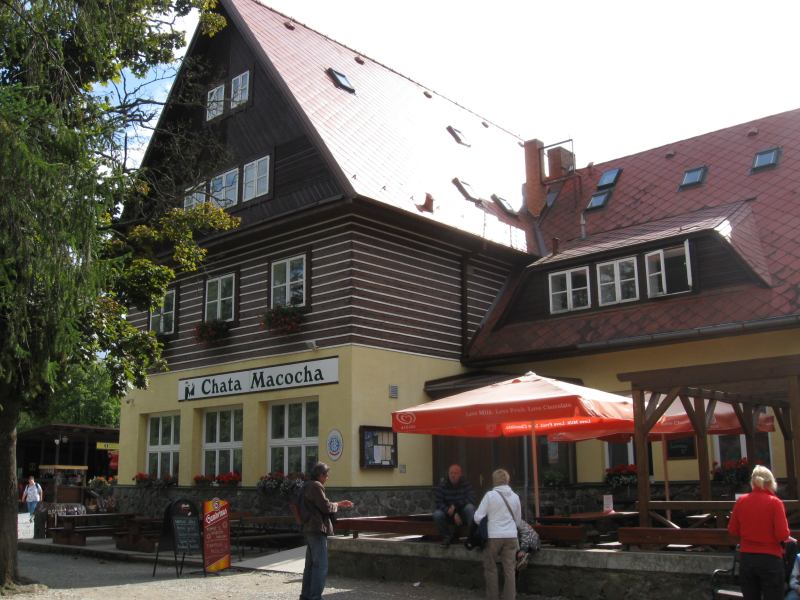
Chata Macocha

Moravský kras je protkán hustou sítí turistických tras pro pěší i cyklotras. Územím krasu prochází cyklotrasy 5 (Jantarová stezka), 505, 5005, 507, 5075, 5077, 5078, 5079, 5080, 5081, 5082, 5083, 5085, 5116, 5117, 5119, 5134 a 5139.
Skalní terény v Pustém a Suchém žlebu, v Holštejnském údolí, kolem Sloupsko-šošůvských jeskyní, v Kolíbkách, v Křtinském údolí a v Údolí Říčky jsou vhodnými a často navštěvovanými horolezeckými terény.

## Doprava
Doprava v Moravském krasu je výhradně silniční. Územím prochází silnice II/373, která svým severojižním vedením přes celý kras vytváří pomyslnou osu oblasti; navíc ji přímo spojuje s Brnem. Dalšími silnicemi, které vedou Moravským krasem, jsou II/377, II/379 a II/383, dále pak množství silnic 3. třídy a místních komunikaci. Nejcennější úseky Pustého a Suchého žlebu nejsou pro motoristy dostupné, naopak velká parkoviště se nachází ve Skalním mlýně a u Macochy. Celá oblast Moravského krasu je začleněna do Integrovaného dopravního systému Jihomoravského kraje a je obsluhována jeho autobusovými linkami.
Kolem východního okraje Moravského krasu vede údolím Svitavy přes Adamov a Blansko železniční trať Brno – Česká Třebová, která je součástí prvního železničního koridoru. Přímo do Moravského krasu není vedena žádná trať, ačkoliv na počátku 20. století se o výstavbě některých úseků uvažovalo. Od roku 1900 byla zvažována trať z Blanska do Vyškova jako součásti spojení Tišnov – Blansko – Vyškov. Úvahy podpořili i poslanci Národního shromáždění v roce 1919. Byl ovšem vytvořen jen „obecný projekt“, ministr železnic chtěl poté podrobnější projekt s rozpočtem. To by však vyžadovalo dalších 300 tisíc korun. Protože kilometr tratě byl odhadován na více než 1 milion korun, byl projekt z důvodu finanční náročnosti a protichůdných zájmů odstaven. V roce 1911 vznikl také projekt dráhy z Líšně přes Obce a Křtiny do Jedovnic. Mělo se jednat o prodloužení tratě z Brna do Líšně, které se ale kvůli nedostatku finančních prostředků nikdy realizace nedočkalo.

## Odraz v kultuře
V brněnském HaDivadle měla roku 2023 premiéru autorská inscenace Moravský kras režiséra Petera Gondy, která zkoumá nejasnou hranici mezi netknutou přírodou a projekcemi lidstva do ní. Představení tematizuje otázky, jako zda ještě existuje divočina, či jaké stopy zanechává lidská činnost v krajině. Moravský kras je zde prezentován jako chráněná oblast, která je zároveň svědkem tisícileté lidské aktivity, od prehistorického osídlení až po průmyslovou těžbu. Inscenace využívá audiovizuální prvky a odkazuje na geologické vrstvy, které odrážejí historii lidského působení v této oblasti.